# 42nd Street (musical)
42nd Street is een musical die voor het eerst werd opgevoerd in Londen in 1984 en die vervolgens een langlopend kassucces werd. De musical is gebaseerd op het gelijknamige boek van Bradford Ropes en de verfilming daarvan uit 1933. 
42nd Street won zowel de Olivier Award als de Tony Award voor Best Musical. De Broadwayversie uit 2001 won de Tony Award voor Best Revival.

## Verhaal
De jonge Peggy Sawyer uit Allentown (Pennsylvania) droomt van een carrière bij de musical. Ze komt te laat voor de audities voor de nieuwe musical van Julian Marsh: 'Pretty Lady'.
Maar Peggy weet toch een plekje in het ensemble te bemachtigen en komt erachter dat werken bij de musical moeilijker is dan verwacht...

## Nederlandse productie

### Algemeen
Op 17 september 2000 was de Nederlandse première in Koninklijk Theater Carré, Amsterdam. Deze productie van Joop van den Ende was een dusdanig succes dat de geplande tour verlengd werd. De laatste voorstelling was uiteindelijk te zien op 25 augustus 2001 in het RAI Theater in Amsterdam.

### Rolverdeling
| Rol                            | Acteur/Actrice |
| ------------------------------ | --- |
| Dorothy Brock                  | Mariska van Kolck |
| alternate                      | Frédérique Sluyterman van Loo |
| understudy                     | Melise de Winter |
| Julian Marsh                   | Bart Oomen |
| alternate                      | Hugo Haenen |
| understudy                     | Dick Schaar |
| Peggy Sawyer                   | Angela Schijf, Wendy August |
| understudy                     | Chantal Janzen, Wendy August |
| Billy Lawlor                   | Rein Kolpa, Dennis van de Klundert |
| understudy                     | Norman van Huut |
| Pat Denning                    | Hugo Haenen, Vastert van Aardenne |
| alternate                      | (officieel geen alternate, maar omdat Hugo Haenen alternate was voor de rol van Julian Marsh is de understudy voor de rol van Pat Denning eigenlijk alternate) |
| understudy                     | Norman van Huut |
| Abner Dillon                   | Dick Schaar, Dick Rienstra |
| understudy                     | André de Jong |
| Maggie Jones                   | Gerrie van der Klei |
| alternate                      | Frédérique Sluyterman van Loo |
| understudy                     | Melise de Winter |
| Bert Berry                     | Jimmy Hutschinson |
| understudy                     | André de Jong |
| Andy Lee                       | Jerrel Houtsnee |
| understudy                     | Jeroen Luiten, John ter Riet |
| Ann Reilly (Annie Graaggedaan) | Anouk van Nes |
| understudy                     | Nicole van Gent |
| Mac                            | Norman van Huut, Patrick Nijenhuis |
| understudy                     | Birger van Severen (eigenlijk alternate; zie alternate Pat Denning)                                                                                            |
| Lorraine Flemming              | Chantal Janzen, Regi Severins |
| understudy                     | Melise de Winter |
| Phyllis Dale                   | Yona Perez |
| understudy                     | ? |

### Ensemble & Swings
Erwin Aarts, Wendy August, Caroline Beuth, Cindy Bienemann, Peter Bierings, Saartje van Breda, Sabine Bulder, Nicole van Gent, Mara van Hoek, Chantal Janzen, André de Jong, Steffen van der Kolk, Bastiaan Leijendekker, Jeroen Luiten, Yona Perez, Debora van Proosdij, Ilka Recker, Birger van Severen, Regi Severins, Allison Spalding, Remco Vereijken, Merlijn de Vries, Kirsten Walraad, Jenny Wei-Lan Woo, Melise de Winter, Marcel Postma, Deborah Windig.
Ensemble & swings tijdens verlenging: 
Tabi Awan, Esther van Boxtel, Davinia Calabuig, Bart de Clerq, Kim van Dongen, Yoko El Edrisi, Alessandro Frei, Hein Gerrits, Gemma Hauptmeijer, Nathalie Jost, Leah Kline, Marina van Kuik, Annemarie Libbers, Esther Mink, Patrick Nijenhuis, Sanny Roumimper, Caroline Canters